# Uthina ratchaburi
Uthina ratchaburi is een spinnensoort uit de familie trilspinnen (Pholcidae). De soort komt voor in Thailand.